# Willem III van Mâcon
Willem III (IV) van Mâcon (-1156) was een zoon van paltsgraaf Stefanus I van Bourgondië en Beatrix van Lotharingen. Na de dood van zijn neef Willem III van Bourgondië in 1127, maakte hij zich meester van het ganse graafschap Mâcon en van Vienne. Hij was gehuwd met Pontia of Adelheid van Traves, de weduwe van Theobald van Rougemont. Hij had twee kinderen:
- Stefanus II, stamvader van het huis Chalon,
- Gerald I van Mâcon.